# Psorosa flavifasciella
Psorosa flavifasciella é uma espécie de insetos lepidópteros, mais especificamente de traças, pertencente à família Pyralidae.
A autoridade científica da espécie é Hampson, tendo sido descrita no ano de 1901.
Trata-se de uma espécie presente no território português.